# Mút tinh dịch từ hậu môn
Mút tinh dịch từ hậu môn (tiếng Anh: Felching), là một hành vi tình dục liên quan đến hành động hút tinh dịch ra khỏi hậu môn của bạn tình bằng miệng. Hành động hút tinh dịch ra khỏi âm đạo được gọi là creampie.

## Xuất hiện sớm nhất của thuật ngữ
Theo bản nháp 2003 cho "felch" trong Từ điển tiếng Anh Oxford, sự xuất hiện sớm nhất của từ này dường như là trong The Argot of the Homosexual Subcocate của Ronald A. Farrell năm 1972.
Từ này sau đó đã xuất hiện trong một truyện tranh bí mật năm 1975: Felch Cumics do Keith Green xuất bản. Những người đóng góp cho Felch bao gồm các họa sĩ truyện tranh của Zap Comix Robert Williams, S. Clay Wilson, Robert Crumb và Spain Rodriguez. Các thành viên của Zap Comix trước đây đã xuất bản hai cuốn truyện tranh có chủ đề tình dục là Snatch và Jiz và quyết định tiếp tục vượt giới hạn bằng cách xuất bản Felch. Theo Williams:
| “ | FELTCH [sic] (v.): To use one's mouth or tongue on the anus of his partner; analingus or male cunnilingus (syn. RIM). [Lược dịch: Đặt miệng hoặc lưỡi lên hậu môn của bạn tình; liếm hậu môn hoặc âm hộ] | ” |

Đóng góp của Crumb là một sự nhại lại của một bộ phim hoạt hình do John Q. Public biên tập, "Mẹ thiên nhiên", sau khi cô có quan hệ tình dục qua đường hậu môn với một nhà tư bản theo phong cách Pravda. Đóng góp của Williams cho truyện tranh có tựa đề là "Mật hoa của Satan".
Nó cũng được sử dụng vào năm 1979 bởi Larry Kramer trong tiểu thuyết Fagots của ông, nơi ông định nghĩa là hút tinh dịch từ hậu môn sau khi giao hợp.